# Белецкий, Василий Георгиевич
Василий Георгиевич Белецкий (1902 ― 1973) ― советский учёный, эпидемиолог, кандидат медицинских наук, доцент Смоленского государственного медицинского института.

## Биография
Василий Георгиевич Белецкий родился 26 февраля 1902 года в деревне Лазуки Витебской губернии. В 1925 году он окончил медицинский факультет Московского государственного университета, после чего работал в Иркутском государственном медицинском институте, защитил диссертацию на соискание учёной степени кандидата медицинских наук. В период его работы в Иркутске у него родился сын, будущий член-корреспондент РАН и доктор физико-математических наук Владимир Васильевич Белецкий.
Участвовал в Великой Отечественной войне, будучи начальником 20-го санитарно-эпидемиологического отряда 34-й армии. Успешно боролся со вспышками эпидемий сыпного тифа в действующих частях, не раз предотвращая большие потери личного состава. Кроме того, не раз проводил санитарно-эпидемиологические мероприятия среди гражданского населения.
После окончания войны Белецкий в звании майора медицинской службы был уволен в запас и переехал в Смоленск. В августе 1946 года он был избран заведующим кафедрой общей гигиены Смоленского государственного медицинского института, возглавлял её более 25 лет, вплоть до самой своей смерти. Внёс большой вклад в послевоенное восстановление института, хорошо поставил процесс изучения на кафедре медицинского обслуживания школьников, заболеваемости среди работником промышленных предприятий региона, общей санитарно-эпидемиологической ситуации на Смоленщине.
Опубликовал более 70 научных работ, в том числе 2 монографий. Активно занимался общественной работой в своей области. На протяжении долгих лет Белецкий руководил общественным и лабораторным советами, был членом санидарно-эпидемиологического и санитарно-технического советов при Смоленской областной санитарно-эпидемиологической станции. Избирался председателем научно-методического совета по пропаганде медицинских знаний при Смоленской областной организации общества «Знание», председателем секции гигиенистов и санитарных врачей при Смоленском объединённом отделении Всероссийских обществ эпидемиологов и гигиенистов. Два созыва был членом правления Всероссийского научного общества гигиенистов и санитарных врачей.
Умер 6 июня 1973 года, похоронен на Аллее Почёта Нового кладбища Смоленска.
Был награждён орденом Красной Звезды (05.07.1943) и медалями.